# Snorri Goði
Snorri goði Þorgrímsson o simplemente Snorri Goði (963-1031) fue un prominente caudillo vikingo, goði de Islandia occidental y que aparece como personaje en diversas sagas nórdicas. La fuente primaria sobre su vida se encuentra en la saga Eyrbyggja (donde aparece como personaje principal, aunque también resalta en la saga de Njál donde se menciona que era bisnieto de Þórólfur Mostrarskegg por lo tanto pertenecía al clan de los Þórnesingar), saga de Laxdœla, saga de Víga-Glúms, y Víga-styrs saga ok Heiðarvíga. Snorri era hijo de Þorgrímur Þorsteinsson, también sobrino de Gísle Súrsson, héroe de la Saga de Gísla Súrssonar, mientras que su hijo Halldór aparece en dos relatos sobre el servicio prestado en el séquito del Harald III de Noruega.
La saga Eyrbyggja cita:
Era un hombre muy astuto con una intuición poco común, buena memoria y gusto por la venganza. Daba buenos consejos a sus amigos, pero sus enemigos aprendieron a temer los consejos que dio.
La saga de Njál dice sobre él:
Snorri fue reconocido como el hombre más sabio de Islandia, sin contar aquellos que fueron profetas.

## Vida

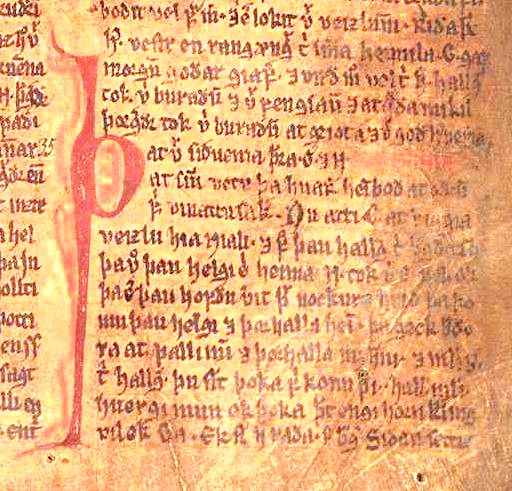
Una página del manuscrito Möðruvallabók, que contiene la saga de Njál y saga de Laxdœla, ambas fuentes sobre la vida de Snorri.